# 下梨村宅左衛門
下梨村 宅左衛門（しもなしむら たくざえもん）とは、江戸時代中期に砺波郡五箇山赤尾谷組の代官職（十村）を務めた人物。苗字は高桑。当初は「宅右衛門」と称していたが、享保16年（1731年）ころに「宅左衛門」と改名している。

## 概要
前田家加賀藩による五箇山統治が始まった時、加賀藩は瑞泉寺下梨道場（後の瑞願寺）の五ヶ山市助を代官（十村）として支配する形式を取った。天正13年（1585年）の初代五箇山市助の任命後、5代100年に渡って市助家は代官職を世襲したが、慶安4年（1651年）からは同格の十村として細嶋村源太郎が任命された。源太郎は五箇山東半（小谷・利賀谷,「利賀谷組」と呼ばれる）を、市助は五山西半（赤尾谷・上梨谷・下梨谷,「赤尾谷組」と呼ばれる）をそれぞれ統括し、これ以後五箇山を二分割して統治する体制が確立する。
5代目市助が死去した際、その息子がまだ幼少であったため、元禄元年（1688年）4月28日に後任にとして松尾村与次兵衛が選ばれた。与次兵衛は十村就任前の延宝5年（1677年）2月に下梨村宗兵衛の次男長左衛門を婿養子にとっており、長左衛門は元禄15年7月10日に与次兵衛の跡を継ぐと、同16年2月に十村役を担ったまま下梨村に移り、以後下梨村長左衛門と称するようになった。
宅左衛門は長左衛門の息子で、正徳3年（1713年）10月6日より父親から十村役を継いだ。享保16年（1731年）4月4日には利賀谷組の二代目祖山村太郎助が十村役を辞したが、なんらかの理由で約1年に渡って宅左衛門が一時的に利賀谷組の十村を兼任した。宅左衛門のように、次の十村が決まるまで暫定的に十村役を担った者は「当分才許」と呼ばれていた。享保15年（1730年）には加賀藩の買い上げ予定量の倍以上の塩硝が五箇山から持ち込まれ、加賀藩が翌年以降は買い上げを行わないと通告するという事件が起こっていた。これを受け、享保17年（1732年）中に宅左衛門の認可の下「上煮の株立て制」が始まったとの記録がある。
享保17年6月16日からは三代目太郎助が利賀谷組の十村となったが、享保19年（1734年）12月16日に早くも引退し、同年12月からは再び宅左衛門が「当分才許」を務めている。その後、元文5年（1740年）7月13日からは岩渕村伊右衛門が利賀谷組の十村となったが、祖山村の大槻騒動によって失脚し、宅左衛門は三度「当分才許」を務めることとなった。
延享元年（1744年）の拝領高の紙面写には両組の十村を兼任して精励した功績として、砺波郡預り高を受けた。更に宝暦4年（1754年）には御扶持人とされ、扶持(手当)を支給されるようになったが、これは十村役として最高級の栄誉であった。
しかし、なんらかの理由で突如宅左衛門は金沢の牢に入れられることとなり、宝暦9年（1759年）4月21日に牢死した。宅左衛門の死後、後任は平野部在住の三清村仁九郎と大西村加伝次が選ばれ、以後五箇山の外部から十村が選ばれるのが通例となった。五箇山の十村組を五箇山外から任命するようになったのは、五箇山地域に対する加賀藩の支配体制を強化する意図があったと考えられている。